# Urlaub in Hollywood
Urlaub in Hollywood (englischer Originaltitel: Anchors Aweigh) ist ein US-amerikanisches Filmmusical aus dem Jahr 1945 von George Sidney nach Motiven der Kurzgeschichte You Can't Fool a Marine von Natalie Marcin, die am 14. Februar 1943 im US-Magazin This Week erschienen ist. Die Hauptrollen sind mit Frank Sinatra, Gene Kelly, Kathryn Grayson und Dean Stockwell besetzt.

## Handlung
Nach acht Monaten auf See bekommen die Matrosen Clarence Doolittle und Joseph „Joe“ Brady Landgang in Hollywood. Joe, ein unverbesserlicher Frauenheld, will eine seiner früheren Freundinnen besuchen. Dem scheuen Bücherwurm Clarence will er beibringen, wie man bei Frauen ankommt. Der Urlaub der Freunde wird jedoch schon bald von der Polizei gestört. Ein Sergeant fordert sie auf, ihm bei der Suche nach Donald Martin zu helfen, der von zu Hause weggelaufen ist, um sich der Navy anzuschließen.
Joseph und Clarence finden Donald und überzeugen ihn, nach Hause zurückzukehren. Sie lernen Donalds verwitwete Tante Susan kennen. Während Joseph mit dem Jungen nichts mehr zu tun haben und seinen Urlaub fortsetzen will, verliebt sich Clarence in Susan. Die beiden Matrosen suchen am nächsten Tag Susan wieder auf und lernen Bertram Kraler kennen. Susan hofft, durch ihn Kontakt zu dem Maestro José Iturbi zu bekommen. Joseph hält Bertram für einen Verehrer Susans, der die Beziehung zwischen Susan und Clarence stören könnte. Er vergrault Bertram, indem er ihm erzählt, dass Susan ein bekanntes Navyliebchen sei. Susan erfährt davon und bricht weinend zusammen, weil sie keine Chance mehr sieht, ins Showbusiness zu kommen. Joseph versucht, Susan mit der Nachricht zu beruhigen, dass Iturbi und Clarence gute Freunde seien.
In einem mexikanischen Restaurant trägt Susan ein Lied für ihre beiden Freunde vor. Joseph tanzt mit Susan, während Clarence mit einer Kellnerin Bekanntschaft schließt, die er nach ihrer Heimat „Brooklyn“ nennt. Clarence Versuche, Iturbi in den MGM-Studios anzutreffen, sind erfolglos. Joseph, der sich immer mehr zu Susan hingezogen fühlt und sich auch mit Donald angefreundet hat, erzählt Donalds Klassenkameraden eine Geschichte über seine Erlebnisse in einem geheimnisvollen Königreich, das von Tieren bevölkert ist. Joseph fand heraus, dass die dort lebenden Tiere traurig waren. Ihr König, eine Maus, hat ihnen verboten zu singen. Joseph kann den König dazu bringen, den Erlass zurückzunehmen.
Clarence und Brooklyn beginnen sich ineinander zu verlieben. Das Gleiche passiert mit Joseph und Susan. Als sich Susan eines Tages tatsächlich mit Iturbi treffen kann, erkennt sie, dass Joseph und Clarence sie getäuscht haben und den Maestro in Wirklichkeit gar nicht kennen. Die enttäuschte Susan bricht weinend zusammen. Iturbi versteht ihre Situation und arrangiert Probeaufnahmen für sie. Die Aufnahmen werden ein großer Erfolg für Susan, die nun in einer von Iturbis nächsten Shows auftreten kann. Vor der Rückkehr aufs Schiff versöhnt sich Joseph mit Susan, während Clarence sich von Brooklyn verabschiedet.

## Kritiken
„Attraktives Filmmusical mit anspruchslos-bescheidener, aber ungekünstelt-sympathischer Handlung, mitreißenden Songs und mehreren choreografischen Leckerbissen, die sich zu einem abwechslungsreichen und humorvollen Ganzen verbinden.“

„Die großen MGM-Musicals der 30er und 40er Jahre waren bunt, fröhlich, flott und boten einfach tolle Unterhaltung. Regisseur George Sidney macht es hier grandios vor, die Story interessiert dabei nur am Rande. Fazit Toller Musical-Spaß  Leinen los, und ab geht's!“

„Urlaub in Hollywood ist solide Musicalkost. […] Die Songs sind sehr anhörenswert, die Farbbearbeitung außerordentlich.“

## Auszeichnungen
1946 gewann George Stoll den Oscar für die beste Filmmusik. Nominierung gab es in den Kategorien Bester Film, Bester Hauptdarsteller (Gene Kelly), Beste Kamera (Farbe) und Bester Song für das Lied I Fall in Love Too Easily, komponiert von Jule Styne (Musik) und Sammy Cahn (Text).

## Hintergrund
Die Premiere fand am 14. Juli 1945 statt. In Deutschland erschien der Film erstmals am 3. Januar 1951 in einer um 24 Minuten gekürzten Fassung, in Österreich hingegen schon am 16. April 1949.
Für Frank Sinatra war der Film eine doppelte Premiere. Es war für ihn der erste von drei Filmauftritten mit Gene Kelly als Partner und der erste Film, den er für MGM drehte.
Zu den bekanntesten Szenen gehört die Filmsequenz, in der Joseph (Gene Kelly) das Königreich der Tiere betritt. Gene Kelly spielt und tanzt hier vor animierten Hintergründen und mit animierten Tieren als Tanzpartner. Als König der Tiere sollte ursprünglich die berühmte Cartoon-Maus Mickey Mouse auftreten. Doch ihr Schöpfer Walt Disney wollte nicht, dass seine Figur in einem Film der MGM benutzt wurde. Als Ersatz wurde beschlossen, Jerry the Mouse aus den beliebten Cartoons von Tom und Jerry zu benutzen. Choreograf dieser Tanzszenen war Stanley Donen. Kater Tom war übrigens auch dabei als Butler.
Die beiden Seemänner, die im Hafen von San Diego an Land gehen, dienen auf dem Flugzeugträger USS Knoxville. Im Zweiten Weltkrieg gab es nur ein Schiff mit diesem Namen. Es war eine Fregatte, die nicht im Pazifik, sondern im Atlantischen Ozean operierte.
Der Originaltitel Anchors Aweigh ist auch der Titel eines amerikanischen Militärmarsches, der 1906 von Charles A. Zimmermann komponiert wurde. Im Film wird dieser Marsch vom MGM Orchester unter der Leitung von José Iturbi gespielt.
Der Mexican Hat Dance (Jarabe Tapatío), den Gene Kelly und Sharon McManus aufführen, ist ein mexikanischer Volkstanz. Die Melodie wurde häufig in Filmen als Identifikationsmittel für das mexikanische Volk benutzt. Der im Film gespielte Tango, den Gene Kelly tanzte, war der zu der Zeit meistgespielte Tango mit dem Titel La Cumparsita, komponiert vom uruguayischen Komponisten Gerardo Matos Rodríguez.